# SEHA-ligan
SEHA-ligan (SEHA Liga, СЕХА Лига) är en regional handbollsliga för herrlag i sydöstra Europa. SEHA är en engelsk akronym för South East Handball Association. Ligan består av lag från Belarus, Kroatien, Nordmakedonien, Serbien, Slovakien, Ukraina och Ungern. Tidigare har också lag från Bosnien och Hercegovina, Kina, Montenegro, Rumänien, Ryssland och Slovenien deltagit. Säsongen 2011/2012 var ligans första.

## Deltagande lag 2021/2022
| Nation         | Lag                  | Stad        |
| -------------- | -------------------- | ----------- |
| Belarus        | HK Mjasjkoŭ Brest    | Brest       |
| Kroatien       | RK Nexe              | Našice      |
| Kroatien       | RK Zagreb            | Zagreb      |
| Nordmakedonien | RK Pelister          | Bitola      |
| Nordmakedonien | RK Vardar            | Skopje      |
| Serbien        | RK Metaloplastika    | Šabac       |
| Serbien        | RK Vojvodina         | Novi Sad    |
| Slovakien      | HT Tatran Prešov     | Prešov      |
| Ukraina        | HK Motor Zaporizjzja | Zaporizjzja |
| Ungern         | Veszprém KC          | Veszprém    |

## Mästare
- 2012:  RK Vardar
- 2013:  RK Zagreb
- 2014:  RK Vardar (2)
- 2015:  Veszprém KC
- 2016:  Veszprém KC (2)
- 2017:  RK Vardar (3)
- 2018:  RK Vardar (4)
- 2019:  RK Vardar (5)
- 2020:  Veszprém KC (3)
- 2021:  Veszprém KC (4)
- 2022:  Veszprém KC (5)